# Faseruimte

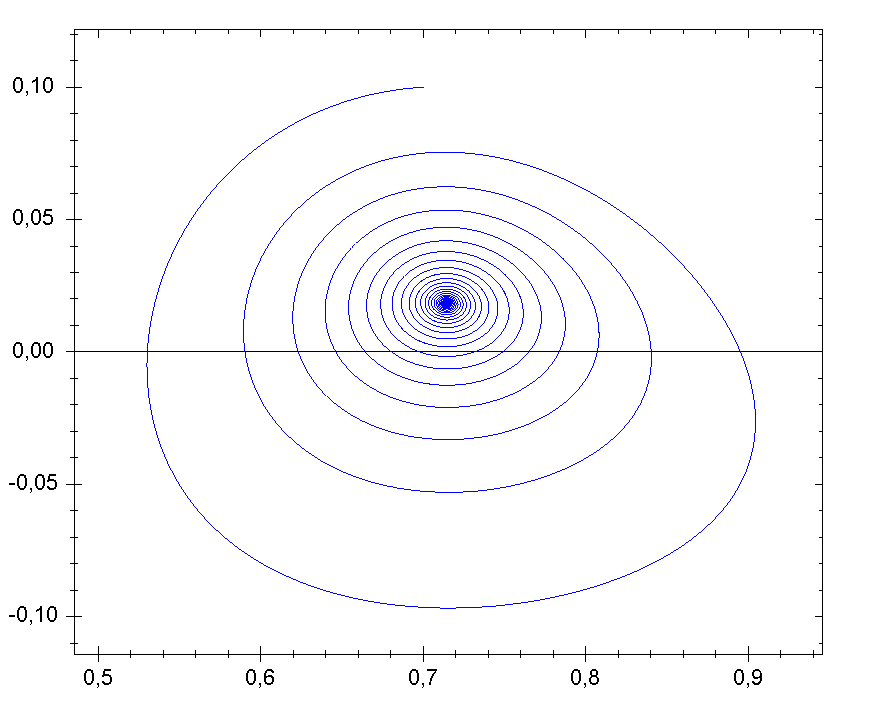
Faseruimte van een dynamisch systeem met focale stabiliteit.
(x-as = positie, y-as = snelheid)

Faseruimte van de Duffing oscillator.
(x-as = positie, y-as = snelheid)

In de systeemtheorie is de faseruimte van een systeem een ruimte waarin elke mogelijke toestand van het systeem voorgesteld wordt door een punt in die ruimte. Voor mechanische systemen bestaat de faseruimte gewoonlijk uit alle combinaties van plaats en impuls of snelheid, ofwel bewegingstoestanden, van een mechanisch systeem. De term werd voor het eerst gebruikt in de statistische mechanica, door Willard Gibbs in 1901.

## Verantwoording
De basiswetten van de mechanica, zowel in de oorspronkelijke formulering door Isaac Newton als in de latere veralgemeningen door Joseph-Louis Lagrange en William Rowan Hamilton, leggen in een bewegingsvergelijking een verband tussen de toestand van een systeem op een gegeven ogenblik, bijvoorbeeld de posities van hemellichamen en hun impuls (of hun versnelling) ten gevolge van hun onderlinge wisselwerking. De veralgemeniseringen van Lagrange en Hamilton gaan op voor gemiddelde waarden van posities, impulsen en de kinetische energieën van verzamelingen, in de statistische mechanica ensembles genoemd, van zeer grote verzamelingen deeltjes, waar de formulering van Newton voor slechts enkele deeltjes, d.w.z. slechts twee of drie deeltjes, geldig zijn.
Wiskundig neemt dit in het Lagrangeformalisme de vorm aan van een stelsel van  differentiaalvergelijkingen van de tweede orde. In de theorie van stelsels differentiaalvergelijkingen bestaat een standaardtechniek om de orde te verkleinen: voer nieuwe toestandsveranderlijken in die gelijk zijn aan de eerste afgeleiden van de bestaande toestandsveranderlijken. Dan ontstaat door substitutie een nieuw stelsel van tweemaal zoveel differentiaalvergelijkingen met één orde lager. In de mechanica is de afgeleide van een positie naar de tijd een snelheid. Zo ontstaan de bewegingsvergelijkingen van Hamilton. De beweging van het systeem wordt dan volledig vastgelegd door eerste orde vectoriële differentiaalvergelijkingen in de faseruimte.
De faseruimte is de meerdimensionale ruimte waarvan elk punt een combinatie van posities en impulsen (impuls = massa x snelheid) of snelheden voor alle vrijheidsgraden voorstelt. 

### Voorbeeld
De eendimensionale harmonische beweging van een gewicht aan een veer wordt gestuurd door een kracht {\displaystyle F(x)}, evenredig met de uitwijking {\displaystyle x} van de veer ten opzichte van de rustpositie (wet van Hooke).
{\displaystyle F(x)=kx}
De versnelling van het gewicht gehoorzaamt aan de tweede wet van Newton.
{\displaystyle ma=F(x)}
Deze twee wetten samen leveren een eendimensionale differentiaalvergelijking van de tweede orde:
{\displaystyle {\frac {\mathrm {d} ^{2}x}{\mathrm {d} t^{2}}}={\frac {k}{m}}x}
We voeren nu een nieuwe veranderlijke {\displaystyle p=m\mathrm {d} x/\mathrm {d} t} in (impuls). De beweging van het systeem gehoorzaamt aan het volgende stelsel vergelijkingen van de eerste orde:
{\displaystyle {\frac {\mathrm {d} x}{\mathrm {d} t}}={\frac {p}{m}}}
{\displaystyle {\frac {\mathrm {d} p}{\mathrm {d} t}}=kx}
Dit is een vectoriële differentiaalvergelijking in de tweedimensionale faseruimte van alle geordende paren {\displaystyle (x,p)}. De oplossingskrommen in een 2-dimensionale faseruimte zijn ellipsen met de oorsprong als middelpunt. In het algemeen heeft de faseruimte van een mechanisch systeem met {\displaystyle n} vrijheidsgraden {\displaystyle 2n} dimensies, terwijl de configuratieruimte van dat systeem de helft zoveel ({\displaystyle n}) dimensies heeft.

## Algemene context
Bij mechanische systemen met beperkingen van de bewegingsmogelijkheden heeft de faseruimte niet altijd de structuur van een {\displaystyle 2n}-dimensionale euclidische ruimte. In het algemeen modelleert men de faseruimte door een evendimensionale gladde variëteit met als aanvullende structuur een gesloten differentiaalvorm van de tweede orde die de koppeling tussen positie- en snelheidsveranderlijken weergeeft. Dergelijke variëteiten noemt men symplectisch. Ze zijn het centrale studieobject van de symplectische meetkunde.

### Voorbeeld
De stand van een onregelmatig gevormd stijf lichaam ten opzichte van zijn zwaartepunt wordt beschreven door de drie hoeken van Euler, of preciezer, door een element van {\displaystyle \mathrm {SO} (3)}, de speciale orthogonale groep in drie dimensies, dat is de Liegroep der oriëntatiebewarende rotaties van de ruimte. {\displaystyle \mathrm {SO} (3)} is een compacte variëteit, heel anders dus dan de Euclidische ruimte. De faseruimte van een dergelijk mechanisch systeem is de rakende bundel van {\displaystyle \mathrm {SO} (3)}. Ze kan worden geïdentificeerd met het Cartesisch product van {\displaystyle \mathrm {SO} (3)} met zijn lie-algebra {\displaystyle \mathrm {SO} (3)}, de ruimte der scheefsymmetrische 3×3-matrices.

## Hamiltoniaan
De Hamiltoniaanse formulering van de mechanica gaat uit van een energiefunctie of Hamiltoniaan {\displaystyle H(x,p,t)} die afhangt van alle vrijheidsgraden in de faseruimte en eventueel ook uitdrukkelijk van de tijdsparameter {\displaystyle t}. De algemene bewegingsvergelijkingen luiden:
{\displaystyle {\frac {\mathrm {d} x}{\mathrm {d} t}}={\frac {\partial H}{\partial p}}}
{\displaystyle {\frac {\mathrm {d} p}{\mathrm {d} t}}=-{\frac {\partial H}{\partial x}}}
Een vaak voorkomend geval is dat de energie de som is van de bewegingsenergie (kinetische energie) en een statische, dus tijdsonafhankelijke energie van de plaats (potentiële energie):
{\displaystyle H(x,p)={\frac {p^{2}}{2m}}+V(x)}
Hieruit volgen de klassieke bewegingsvergelijkingen van Newton door de kracht gelijk te stellen aan de negatieve gradiënt van de potentiële energie:
{\displaystyle F(x)=-\nabla V}

## Beweging op een symplectische variëteit
De Hamiltoniaanse bewegingsvergelijkingen kunnen op een abstracte symplectische variëteit geformuleerd worden onafhankelijk van het onderscheid tussen de positie- en de impuls-coördinaten, door gebruik te maken van de symplectische differentiaalvorm {\displaystyle w} en de uitwendige afgeleide van de Hamilton-energiefunctie.
{\displaystyle w\left({\frac {\mathrm {d} {\mathbf {x} }}{\mathrm {d} t}},\,\cdot \,\right)=\mathrm {d} H}
Hierin geeft {\displaystyle x} niet alleen de ogenblikkelijke positie van het systeem weer, maar een abstracte combinatie van ogenblikkelijke posities en impulsen.

## Statistische verdeling
In de klassieke mechanica wordt gezocht naar exacte trajecten van een mechanisch systeem door de faseruimte. Het aantal dimensies van die faseruimte is gelijk aan het aantal vrijheidsgraden van het systeem. In de statistische thermodynamica, ook wel statistische mechanica genoemd, is dat aantal vanwege het enorme aantal onafhankelijk bewegende lichamen (moleculen, atomen of elementaire deeltjes), veel te groot om nog exacte trajecten te kunnen berekenen. Op kwantummechanisch niveau is het zelfs een essentieel kenmerk dat het traject van een afzonderlijk deeltje (bijvoorbeeld het elektron in een atoom) onmogelijk exact te bepalen is. Een waarschijnlijkheidsverdeling van een ensemble van mechanische systemen in de faseruimte neemt de rol over van een exact traject.